# Kušmurun
Kušmurun nebo Ubagan (rusky Кушмурун nebo Убаган) je jezero v Kostanajské oblasti v Kazachstánu. Nachází se v severní části Turgajské úžlabiny. Má rozlohu 210 km², která se prudce mění v závislosti na úrovni hladiny. Průměrná hloubka je 1 až 3 m. Leží v nadmořské výšce 103 m.

## Vodní režim
Zdroj vody je sněhový. Přes jezero protéká řeka Ubagan. Voda je na jaře, v době velké vody, sladká a vhodná k pití. Ve zbývající části roku je mírně slaná.

## Fauna
Jezero je bohaté na ryby (okoun, cejn, kapr).